# 돈 뉴컴
도널드 뉴컴(영어: Donald Newcombe, 1926년 6월 14일~2019년 2월 19일)은 "뉴크"(영어: Newk)라는 별명으로 알려진 미국의 프로 야구 선수로, 포지션은 투수였다. 니그로 내셔널 리그에서 프로 경력을 시작해 메이저 리그 베이스볼(MLB)를 거쳐 일본 프로 야구(NPB)에서 커리어를 마무리했다.
메이저 리그에서 올해의 신인상(1956년), 최우수 선수상(1956년), 사이 영 상(1949년 초대 수상)을 석권한 첫 번째 선수였고, 이 상을 모두 차지한 두 번째 선수는 2011년 디트로이트 타이거스의 저스틴 벌랜더였다(2006년 올해의 신인 선정). 1949년에 월드 시리즈에 등판한 첫 흑인 투수가 되었으며, 1951년에는 단일 시즌에서 20승 이상 기록한 최초의 흑인 선수가 되었다.
타격에도 소질이 있어 종종 대타로 기용되었고, 통산 타율 .271, 15홈런을 기록했다.